# Eshetu Tura
Eshetu Tura (* 19. Januar 1950) ist ein ehemaliger äthiopischer Langstreckenläufer, der vor allem im Hindernislauf erfolgreich war.
Den größten Erfolg seiner Karriere feierte er bei den Olympischen Spielen 1980 in Moskau. Dort holte er im 3000-Meter-Hindernislauf in persönlicher Bestleistung von 8:13,57 min die Bronzemedaille hinter Bronisław Malinowski und Filbert Bayi.
Weitere Medaillen gewann Tura bei Leichtathletik-Afrikameisterschaften. 1979 in Dakar wurde er Zweiter im Hindernislauf, 1982 in Kairo siegte er im Hindernislauf und belegte über 5000 m den zweiten Rang. Außerdem nahm er zwischen 1981 und 1984 viermal an Crosslauf-Weltmeisterschaften teil. Dabei gewann er jedes Mal mit Äthiopien die Mannschaftswertung. Seine beste Einzelplatzierung war der sechste Platz 1982 in Rom.
Eshetu Tura ist 1,79 m groß und hatte ein Wettkampfgewicht von 66 kg. Nach Ende seiner aktiven Laufbahn arbeitete er als Trainer, zuletzt beim Alfa Athletics Club in Äthiopien.

## Bestleistungen
- 3000 m Hindernis: 8:13,57 min, 31. Juli 1980, Moskau